# Koșleakî, Pidvolociîsk
Koșleakî (în ucraineană Кошляки) este localitatea de reședință a comunei Koșleakî din raionul Pidvolociîsk, regiunea Ternopil, Ucraina.

## Demografie
Componența lingvistică a localității Koșleakî
     Ucraineană (99,36%)
     Alte limbi (0,53%)
Conform recensământului din 2001, majoritatea populației localității Koșleakî era vorbitoare de ucraineană (99,36%), existând în minoritate și vorbitori de alte limbi.